# Weltneria tomlinsoni
Weltneria tomlinsoni is een rankpootkreeftensoort uit de familie van de Lithoglyptidae. De wetenschappelijke naam van de soort is voor het eerst geldig gepubliceerd in 1991 door Zevina.